# Цимсен, Людвиг
Людвиг Цимсен (нем. Ludwig Ziemssen; 29 сентября 1823, Грайфсвальд — 3 января 1895, Фриденау) — немецкий писатель, журналист, педагог и редактор, автор большого числа статей по женской моде.

## Биография
Людвиг Цимсен родился 29 сентября 1823 года в Грайфсвальде, в семье советника юстиции.
Окончил гимназию в Грайфсвальде, затем поступил изучать филологию и историю в местный университет. Его отец скончался в 1842 году, поэтому Цимсен уже во время обучения был вынужден зарабатывать себе на жизнь. 
Осенью 1846 года он стал преподавателем в женской гимназии в Берлине, затем в течение нескольких лет был домашним учителем в Ной-Плахте и Банкау. В 1850 году прошёл курсы в области государственной экспертизы и после успешного их окончания стал стажёром в гимназии в Грайфсвальде, а затем стал преподавателем в гимназии в Штаргарде. В 1872—1882 годах был старшим преподавателем гимназии принцессы Хедвиги в Померании. 
В 1882 году по собственному желанию ушёл в отставку и переехал в Берлин, где сотрудничал в изданиях Freien Stunden, газете Die Tribüne, писал статьи и редактировал женский журнал Der Bazar. Был членом Ассоциации берлинских журналистов и казначеем Немецкого Фонда Шиллера.
Наиболее известные произведения: «Vergangene Tage» (1862—1863); «Fürst u. Weidmann 5» (1869); «Heimat und Fremde» (1870); «Umwege zur Glück» (1870); «Novellen» (1872); «Novellenbuch für das deutsche Haus» (1874); «Leidvoll und freudvoll» (1879); «Zum Tagesschluss» (1884); «Im Sonnenschein» (1886); «Friedrich, deutscher Kaiser u. König» (1888); «Schön Elslin» (1890).
Умер 3 января 1895 года.